# Thomas Sourice
Pas d'image ? Cliquez ici

a Compétitions nationales et continentales officielles uniquement.

Dernière mise à jour le 14 novembre 2021.
Thomas Sourice (dit Tom), né le 10 février 1984 à Tours (Indre-et-Loire), est un joueur de rugby à XV français qui évolue au poste de troisième ligne aile (1,83 m pour 94 kg). 

## Carrière
- 1997-2000 : Racing Rugby Club de Nice, élève au Pôle Espoir Rugby du lycée du Parc Impérial à Nice
- 2000-2012 : RC Toulon
- 2011-2012 : → Pays d'Aix RC
- 2013-2017 : US La Seyne

## Palmarès
- Champion de France de Pro D2 : 2008
- Demi-finaliste du championnat de France Espoirs : 2006
- Finaliste du championnat de France Reichel : 2005
- Demi-finaliste du championnat de France top 14 :2009/2010
- Finaliste de l'amlin challenge cup : 2010